# Hasle bei Burgdorf
Hasle bei Burgdorf é uma comuna da Suíça, situada no distrito administrativo de Emmental, no cantão de Berna. Tem 21,89 km² de área e sua população em 2018 foi estimada em 3.285 habitantes.